# The Phantom Pain
A The Phantom Pain egy fejlesztés alatt álló videójáték, amelyet a svéd Moby Dick Studio fejleszt PlayStation 3 és Xbox 360 platformokra. A játékos egy amputált kezű középkorú férfit irányít, aki miután felébredt a kómából megpróbál kiszabadulni a kórházból, miközben természetfeletti víziók gyötrik és ismeretlen katonák törnek az életére.

## Fejlesztés
A játékot hivatalosan 2012. december 7-én jelentették be egy előzetes videóval a Spike Video Game Awards rendezvényen.

## Reakciók a videóra
Miután lejátszották az előzetes videót, számos videójátékos weboldal és rajongói lap tett közzé cikket arról, hogy az előzetes alapján a játék a valószínűleg kapcsolódhat a Metal Gear sorozathoz. Annak ellenére, hogy a videó szerint a játékot a Moby Dick Studio fejleszti, több utalás is megfigyelhető arra, hogy a The Phantom Painnek köze lehet a Kojima Productions fejlesztőstúdióhoz és a Metal Gear sorozathoz. Egyik ilyen, hogy a játék főhőse nagy hasonlóságot mutat Big Bosshoz, illetve, hogy a Moby Dick Studio vezére, Joakim Mogren keresztneve a „Kojima” szó anagrammája, míg a vezetéknevében megtalálható az „ogre” szó, ami utalás lehet Kodzsima Project Ogre kódnéven ismert fejlesztés alatt álló videójátékához. Ezen kívül arra is fény derült, hogy a stúdió hivatalos weblapját mindössze két héttel a videó hivatalos megjelenése előtt állították fel, illetve, hogy a Metal Gear Solid V szavak ugyanazt a betűtípust használva tökéletesen illeszkednek a játék logója feletti vonalak és negatív terek alkotta helyre, de azt is megjegyezték a szaklapok, hogy a videóban látható játék grafikája erős hasonlóságot mutat a Fox Engine videójáték-motor által meghajtott tech-demóhoz. A Metal Gear Solid sorozat visszatérő szinkronszínésze, a Big Bosst megszólaltató David Hayter is utalást tett arra, hogy köze lehet a játékhoz.